# Henry Bowman Brady
Pour les articles homonymes, voir Bowman et Brady.
Henry Bowman Brady, né en février 1835 à Gateshead-on-Tyne et mort le 10 janvier 1891, est un pharmacien et un naturaliste britannique.
C’est un spécialiste des foraminifères.

## Liste partielle des publications
- 1876 : A monograph of Carboniferous and Permian Foraminifera: (the genus Fusulina excepted)[1] Printed for the Palaeontographical Society, Londres.

## Orientation bibliographique
- Robert Wynn Jones (1980). The Challenger Expedition (1872-1876), Henry Bowman Brady (1835-1891) and the Challenger Foraminifera, Bulletin of the British Museum (Natural History), 18 (2) : 115-143.